# Margaret D. Foster
Margaret Dorothy Foster (Chicago, Illinois, 4 de marzo de 1895-Silver Spring, Maryland, 5 de noviembre de 1970) fue una química estadounidense. Fue la primera química en trabajar para el Servicio Geológico de los Estados Unidos, y fue contratada para trabajar en el Proyecto Manhattan. 

## Biografía
Margaret D. Foster nació en Chicago, Illinois, Estados Unidos. Hija de James Edward y Minnie (McAuley) Foster.  Se graduó en Illinois College, Universidad George Washington y en la Universidad Americana con un doctorado.
En 1918, se convirtió en la primera química en trabajar en el Servicio Geológico de los Estados Unidos, desarrollando formas de detectar minerales en cuerpos de agua naturales. En 1942, trabajó en el Proyecto Manhattan en la Sección de Química y Física, bajo la dirección de Roger C. Wells, desarrollando dos nuevas técnicas de análisis cuantitativo, una para el uranio y otra para el torio, así como dos nuevas formas de separar los dos elementos. A su regreso al Servicio Geológico después de la guerra, investigó la química de los minerales de arcilla y las micas. Se jubiló en marzo de 1965.
Falleció en el Hospital Holy Cross, en Silver Spring, Maryland.

## Publicaciones destacadas
- The chemist at work. IX. The chemist in the water resources laboratory (1938)[4]